# 1964 au Manitoba
Chronologie du Manitoba
- 1960
- 1961
- 1962
- 1963
- 1964
- 1965
- 1966
- 1967
- 1968

Cette page concerne des événements d'actualité qui se sont produits durant l'année 1964 dans la province canadienne du Manitoba.

## Politique
- Premier ministre : Dufferin Roblin
- Chef de l'Opposition :
- Lieutenant-gouverneur : Errick F. Willis
- Législature :

## Naissances
- 22 septembre : Gary Merasty (né à Winnipeg) est un homme politique canadien. Il fut député à la Chambre des communes du Canada, représentant la circonscription saskatchewanaise de Desnethé—Missinippi—Rivière Churchill de l'élection fédérale de 2006 à sa démission le 31 août 2007 sous la bannière du Parti libéral du Canada.

- 28 septembre : Candice Bergen (née à Morden) est une femme politique canadienne

- 2 décembre : Norman Hadley dit Norm Hadley, né à Winnipeg, est un joueur canadien de rugby à XV évoluant au poste de deuxième ligne. Il joue en équipe nationale du Canada de 1987 à 1994.